# Club Atlético Banfield
Pour les articles homonymes, voir Banfield.
Maillots
Actualités
Le Club Atlético Banfield (CA Banfield, CAB) est un club de football argentin, basé dans la localité de Banfield, sur les collines de Zamora, dans la province de Buenos Aires. Il a été fondé en 1896, d’après le nom d’Edward Banfield, dirigeant de la compagnie de chemin de fer Gran Ferrocarril Sur, par des habitants de cette ville d'origine britannique (anglais dans leur majorité, mais aussi écossais et nord-irlandais).
Le club dispute la Primera División en 2022.

## Le club
Le club est aussi appelé El Taladro ("la Foreuse"). Ce surnom apparut en 1930 dans un article du journal El Pampero où l’on pouvait lire que ses attaquants "foraient" les défenses adverses.
Banfield est traditionnellement l’un des clubs les plus populaires du sud de Buenos Aires (derrière son rival historique du Club Atlético Lanús), en particulier dans le partido (district) de Lomas de Zamora.
- Siège : Adresse Vergara 1635 - Banfield (1828), Buenos Aires
- Stade : Peña y Arenales s/n, Banfield, Buenos Aires
- Camp d’entraînement : Cruce de Lomas s/n, Luis Guillón, Buenos Aires province, Argentina

## Palmarès

### Professionnel
- Primera División Argentina
  - Champion : 2009 (Tournoi d'ouverture)
  - Vice-champion : 1951, 2005 (Tournoi de clôture)

- Segunda División Argentina
  - Champion : 1939, 1946, 1962, 1973, 1992/1992, 2000/2001
  - Montée en première division à l'issue des barrages : 1986/1987

- Copa Libertadores
  - 2005 – Défaite en quarts de finale par River Plate (4-3 agg).

- Copa Sudamericana
  - 2005 – Défaite en huitièmes de finale par Fluminense (3-1 agg).

- Copa de la Liga Profesional
  - Finaliste : 2020

### Amateur
- Copa de Honor Municipalidad de Buenos Aires Coupe d’honneur de la municipalité de Buenos Aires
  - Champion : 1920
    - Finale : Banfield 2-1 Boca Juniors.
    - Le gagnant de la Coupe d’Honneur doit jouer la Coupe Internationale d’Honneur Cousenier Winners. L’entreprise Cousenier (Distillerie de liqueur) a créé cette coupe afin de réunir des équipes membres des ligues uruguayenne, argentine et de Rosario. Banfield s’est refusé à jouer la finale à Montevideo (U).

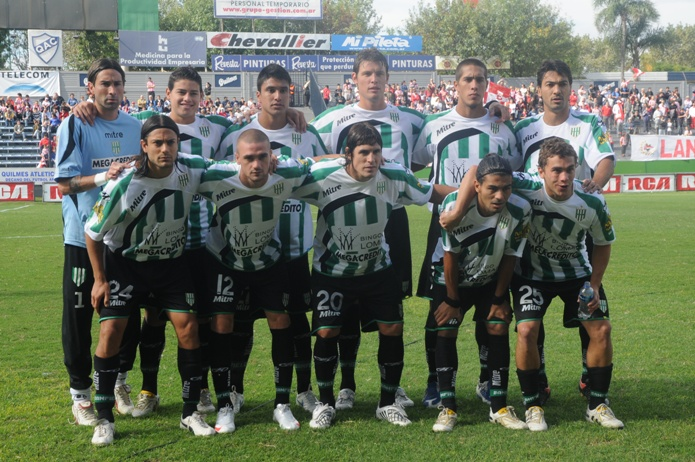
2010

## Joueurs emblématiques
- Javier Zanetti
- Mauro Camoranesi
- Renato Civelli
- Julio Cruz
- Darío Cvitanich
- Gustavo Albella
- James Rodríguez
- Juan Cazares
- Ricardo Noir (en)
- Facundo Ferreyra

## Supporteurs célèbres
- Alfredo de Angelis (es) : Auteur de El taladro ("La foreuse"), chanson de tango dédiée à Banfield, son équipe de foot favorite.
- Eduardo Duhalde : Ancien président argentin.